# Limacinidae
Famille
Les Limacinidae sont une famille de mollusques gastéropodes nectoniques de l'ordre des Thecosomata.

## Liste des genres
Selon World Register of Marine Species (21 décembre 2016) :
- genre Altaspiratella Korobkov, 1966 †
- genre Heliconoides d'Orbigny, 1835
- genre Limacina Bosc, 1817
- genre Skaptotion Curry, 1965
- genre Thielea Strebel, 1908